# ويليام ديفريز
ويليام ديفريز (بالإنجليزية: William DeVries)‏ هو جراح أمريكي، ولد في 19 ديسمبر 1943 في Brooklyn Navy Yard ‏ في الولايات المتحدة.

## وصلات خارجية
- ويليام ديفريز على موقع الموسوعة البريطانية (الإنجليزية)
- ويليام ديفريز على موقع مونزينجر (الألمانية)